# Bisbat de Dundo
El Bisbat de Dundo (portuguès: Diocese de Dundo; llatí: Dioecesis Dundensis) és una seu de l'Església Catòlica a Angola, sufragània de l'arquebisbat de Saurimo. El 2013 tenia 350.000 batejats al voltant de 849.000 habitants. Actualment és dirigida pel bisbe Estanislau Marques Chindekasse.

## Territori
La diòcesi comprèn la província de Lunda-Nord a Angola. La seu episcopal és la ciutat de Dundo, on s'hi troba la catedral de Nossa Senhora da Conceição. Està subdividida en 9 parròquies.

## Història
La diòcesi fou erigida el 9 de novembre de 2001 amb la butlla Angoliae evangelizandae del papa Joan Pau II, arreplegant el territori de la diòcesi de Saurimo (avui arxidiòcesi). Originàriament era sufragani de l'arquebisbat de Luanda.
El 12 d'abril de 2011 va entrar a formar part de la província eclesiàstica de l'arxidiòcesi de Saurimo.

## Cronologia de bisbes
- Joaquim Ferreira Lopes, O.F.M.Cap. (9 novembre 2001 - 6 juny 2007 nomenat bisbe de Viana)
- José Manuel Imbamba (6 octubre 2008 - 12 abril 2011 nomenat arquebisbe de Saurimo)
- Estanislau Marques Chindekasse, S.V.D., des del 22 de desembre de 2012

## Estadístiques
A finals del 2013, la diòcesi tenia 350.000 batejats sobre una població de 849.000 persones, equivalent al 41,2% del total.
| any  | població | població | població | sacerdots | sacerdots       | sacerdots       | sacerdots             | diaques | religiosos | religiosos | parròquies |
| ---- | -------- | -------- | -------- | --------- | --------------- | --------------- | --------------------- | ------- | ---------- | ---------- | ---------- |
| any  | batejats | total    | %        | total     | clergat secular | clergat regular | batejats por sacerdot | diaques | homes      | dones      |            |
| 2001 | 70.000   | 700.000  | 10,0     | 7         | 2               | 5               | 10.000                |         | 5          | 9          | 1          |
| 2002 | 70.000   | 700.000  | 10,0     | 5         |                 | 5               | 14.000                |         | 6          | 10         | 1          |
| 2003 | 71.000   | 701.000  | 10,1     | 5         | 1               | 4               | 14.200                |         | 6          | 13         | 2          |
| 2004 | 71.000   | 701.000  | 10,1     | 6         | 1               | 5               | 11.833                |         | 6          | 13         | 4          |
| 2006 | 200.000  | 746.000  | 26,8     | 6         | 1               | 5               | 33.333                |         | 6          | 16         | 5          |
| 2013 | 350.099  | 849.000  | 41,2     | 10        | 3               | 7               | 35.009                |         | 7          | 17         | 9          |